# Права доступа
Права доступа — совокупность правил, регламентирующих порядок и условия доступа субъекта к объектам информационной системы (её носителям, процессам и другим ресурсам), установленных правовыми документами или собственником, владельцем информации.
Права доступа определяют набор действий (например, чтение, запись, выполнение), разрешённых для выполнения субъектам (например, пользователям системы) над объектами данных. Для этого требуется некая система для предоставления субъектам различных прав доступа к объектам. Это система разграничения доступа субъектов к объектам, которая рассматривается в качестве главного средства защиты от несанкционированного доступа к информации или порчи самой системы.

## Функции системы разграничения доступа
- реализация правил разграничения доступа (ПРД) субъектов и их процессов к данным;
- реализация ПРД субъектов и их процессов к устройствам создания твёрдых копий;
- изоляция программ процесса, выполняемого в интересах субъекта, от других субъектов;
- управление потоками данных с целью предотвращения записи данных на носители несоответствующего грифа;
- реализация правил обмена данными между субъектами для АС и СВТ, построенных по сетевым принципам.

Кроме того, вышеуказанный руководящий документ предусматривает наличие обеспечивающих средств для СРД, которые выполняют следующие функции:
- идентификацию и опознание (аутентификацию) субъектов и поддержание привязки субъекта к процессу, выполняемому для субъекта;
- регистрацию действий субъекта и его процесса;
- предоставление возможностей исключения и включения новых субъектов и объектов доступа, а также изменение полномочий субъектов;
- реакцию на попытки НСД, например, сигнализацию, блокировку, восстановление после НСД;
- тестирование;
- очистку оперативной памяти и рабочих областей на магнитных носителях после завершения работы пользователя с защищаемыми данными;
- учёт выходных печатных и графических форм и твёрдых копий в АС;
- контроль целостности программной и информационной части как СРД, так и обеспечивающих её средств.

## Основные принципы контроля доступа в средства вычислительной техники (СВТ)

### Избирательный принцип контроля доступа
Комплекс средств защиты (КСЗ) должен контролировать доступ наименованных субъектов (пользователей) к наименованным объектам (файлам, программам, томам и т. д.).
Для каждой пары (субъект — объект) в СВТ должно быть задано явное и недвусмысленное перечисление допустимых типов доступа (читать, писать и т. д.), то есть тех типов доступа, которые являются санкционированными для данного субъекта (индивида или группы индивидов) к данному ресурсу СВТ (объекту).
Контроль доступа должен быть применим к каждому объекту и каждому субъекту (индивиду или группе равноправных индивидов).
Механизм, реализующий дискреционный принцип контроля доступа, должен предусматривать возможности санкционированного изменения ПРД, в том числе возможность санкционированного изменения списка пользователей СВТ и списка защищаемых объектов.
Права изменять ПРД должны предоставляться выделенным субъектам (администрации, службе безопасности и т. д.).

### Мандатный принцип контроля доступа
Для реализации этого принципа каждому субъекту и каждому объекту должны сопоставляться классификационные метки, отражающие место данного субъекта (объекта) в соответствующей иерархии. Посредством этих меток субъектам и объектам должны назначаться классификационные уровни (уровни уязвимости, категории секретности и т. п.), являющиеся комбинациями иерархических и неиерархических категорий. Данные метки должны служить основой мандатного принципа разграничения доступа.
КСЗ при вводе новых данных в систему должен запрашивать и получать от санкционированного пользователя классификационные метки этих данных. При санкционированном занесении в список пользователей нового субъекта должно осуществляться сопоставление ему классификационных меток. Внешние классификационные метки (субъектов, объектов) должны точно соответствовать внутренним меткам (внутри КСЗ).
КСЗ должен реализовывать мандатный принцип контроля доступа применительно ко всем объектам при явном и скрытом доступе со стороны любого из субъектов:
- субъект может читать объект, только если иерархическая классификация в классификационном уровне субъекта не меньше, чем иерархическая классификация в классификационном уровне объекта, и неиерархические категории в классификационном уровне субъекта включают в себя все иерархические категории в классификационном уровне объекта;
- субъект осуществляет запись в объект, только если классификационный уровень субъекта в иерархической классификации не больше, чем классификационный уровень объекта в иерархической классификации, и все иерархические категории в классификационном уровне субъекта включаются в неиерархические категории в классификационном уровне объекта.

Реализация мандатных ПРД должна предусматривать возможности сопровождения: изменения классификационных уровней субъектов и объектов специально выделенными субъектами.
В СВТ должен быть реализован диспетчер доступа, то есть средство, осуществляющее перехват всех обращений субъектов к объектам, а также разграничение доступа в соответствии с заданным принципом разграничения доступа. При этом решение о санкционированности запроса на доступ должно приниматься только при одновременном разрешении его и дискреционными, и мандатными ПРД. Таким образом, должен контролироваться не только единичный акт доступа, но и потоки информации.